# Li Xianting

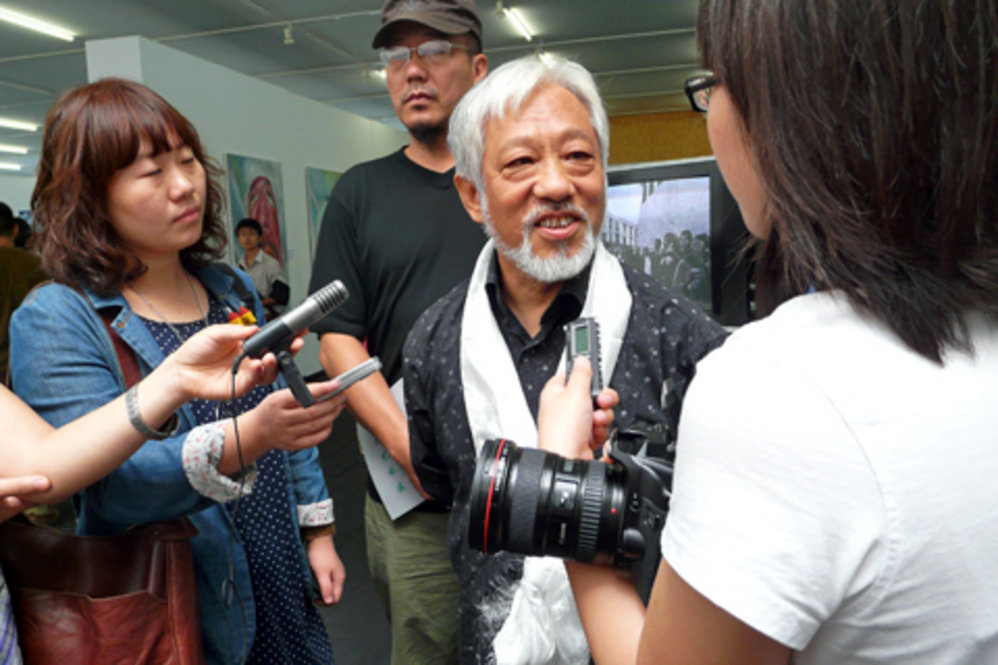
Li Xianting im Gespräch mit Journalisten anlässlich einer Ausstellung zu zeitgenössischer tibetischer Kunst in dem von ihm geleiteten Songzhuang Art Museum.

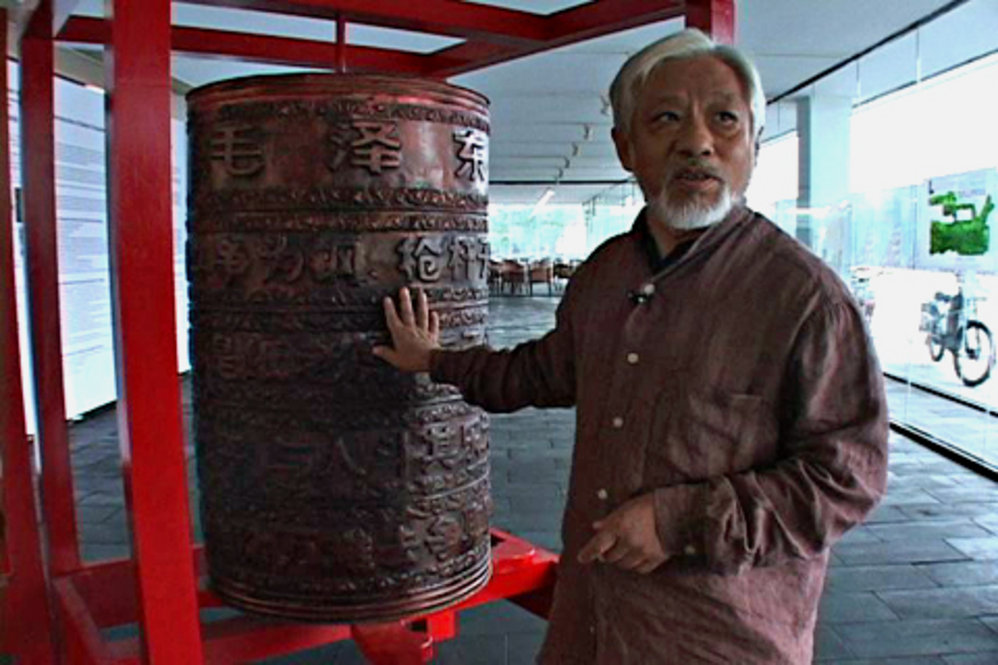
Li Xianting vor einer Gebetsmühle des tibetischen Künstlers Gade

Li Xianting (chin. Lì Xiàntíng 栗宪庭; * 22. Dezember 1949, Provinz Jilin, Volksrepublik China) zählt zu den bedeutendsten und einflussreichsten chinesischen Kunstkritikern der 1980er und 1990er Jahre. Stets für Pluralismus und künstlerische Individualismus, prägte er die moderne Kunstszene, insbesondere in Peking, maßgeblich mit.

## Leben und Bedeutung
Nach seinem Abschluss an der Abteilung für Chinesische Malerei der Central Academy of Fine Arts in Peking 1978 war er zunächst als Chefredakteur der beiden einflussreichsten Zeitschriften für Kunst in China tätig: zwischen 1979 und 1983 bei dem renommierten Fine Art Magazine (美术 Měishù), sowie von 1985 bis 1989 bei der China Fine Art Newspaper (中国美术报, Zhōngguó Měishùbào), einer der progressivsten Kunstzeitschriften des damaligen China.
In zahlreichen Artikeln machte er sich in dieser Zeit insbesondere für die Bekanntmachung neuester Strömungen und Künstler stark, die später zu einigen der herausstechendsten Figuren der Szene werden sollten. Dazu gehört unter anderem Fang Lijun, dessen Kunst unter den von Li Xianting geprägten Begriff des Zynischen Realismus eingeordnet wird. Daneben hatte er ebenfalls eine führende Rolle bei der Organisation und Durchführung bedeutender Ausstellungen wie China/Avant-Garde (中国现代艺术展, Zhōngguó Dāngdài Yìshù Zhǎn; Februar 1989, [Beijing], Nationalgalerie).
Seit den 1990ern arbeitete Li Xianting immer häufiger als selbstständiger Kritiker und Kurator und widmet sich in den letzten Jahren auch der Förderung des unabhängigen Films in China.

## Auszeichnungen
- 2008 Prinz-Claus-Preis